# 小泉清三郎
小泉 清三郎（明治38年（1905年）8月11日 - 没年不明）は、日本の実業家。小泉商店代表社員。

## 経歴・人物
大正12年（1923年）島根県立商業学校卒。鳥取県履物統制組合理事長、同履物工業統制組合理事、同屑ゴム利用製品統制組合理事長、米子商工会議所議員、米子市万能町町内会長等を歴任。万能神社総代、瑞仙寺檀徒総代を兼任す。
趣味は読書。宗教は禅宗。住所は米子市万能町。
昭和9年（1934年）3月1日、万能町・小泉清三郎方より出火損害五千圓。

## 家族・親族

### 小泉家
（鳥取県米子市万能町）
- 妻・万寿子（米子市角盤町[1]、仙田定太郎三女[1]）

明治40年（1907年）生 - 没
- 子供[1]

## 史料
大正11年（1922年10月）『西伯之資力』によると、地価二百円以上納入者として、小泉清三郎（履物製造、九百九十六円八十八銭）、河原仁十（魚類問屋業、四百七十八円五十四銭）の二人がみえ、所得税納入者は十七人、国税営業税納入者として次の十七人の名が記されている
田子吉三郎（四百七十四円）
加藤豊吉（百二十五円）
小泉清三郎（百二十一円）
河原仁十（七十円）
大生合名会社（六十七円）
岡房市（五十円）
福島啓太郎（三十円）
山崎久作（二十円）
常田孝治（十九円）
赤井熊太郎（十八円）
藤丸スマ（十五円）
北村正一（十五円）
坂本えい（十一円）
大村勝次郎（十二円）
山本隆一（九円）
出島鉄郎（八円）
原田栄太郎（八円）